# 吕瀚
吕瀚（1852年—1884年8月23日），清朝广东鹤山人。
同治六年（1867年）6月，沈葆桢到福州马尾船政学堂任职。开办法文教学的制造学堂（制造轮船，前学堂）；英文教学的驾驶管轮学堂（驾驶轮船，后学堂）。此时，吕瀚15岁，刚刚毕业于上海英华书院。船政第一次招考，从广东招来学过英语且基础较好的学生，包括叶富、邓世昌、吕瀚等十余人。吕瀚选入船政学堂驾驶专业第一届，同治十年（1871年）吕瀚毕业。同治十二年（1873年）9月，晋升长胜舰舰长，调任振威舰舰长，驻守澎湖。光绪元年（1875年）授守备（五品），加都司衔，因保卫台湾有功，升为都司（四品）。光绪二年（1876年），任飞云舰舰长，光绪三年（1877年），任威远舰舰长兼实习教官，升游击（从三品）。光绪七年（1881年），赴天津北洋水师任职，授参将，戴蓝翎。光绪十年（1884年），回船政学堂任驾驶教官。7月，中法战争，法国舰队侵驻馬尾，严重威胁福建水师。吕瀚被委任统带福胜、建胜两舰，驻节建胜舰。8月23日，爆发马江海战。建胜舰中敌弹，身碎舰沉，吕瀚阵亡，年仅32岁。死后，入祀昭忠祠。